# 圆圈星座防伪技术
圆圈星座防伪技术又称欧姆龙环（Omron rings）、欧元猎户星座防伪标记（简称歐元星座）、圆圈星座防复印技术等，它是一种在1996年前后被发现应用在许多纸币设计中的符号模式。该图案被添加到纸币的图景当中，从而帮助图形软件、打印机以及复印设备等检测出纸币，使软件阻止用户打印或复印被添加该符号模式的图像，防止人们通过彩色复印机来伪造钞票。如美元、欧元、日元等世界主要货币均已添加该符号规则。人民币也自2004年起在纸币中添加了这种图案模式。

## 简述

圆圈星座图案

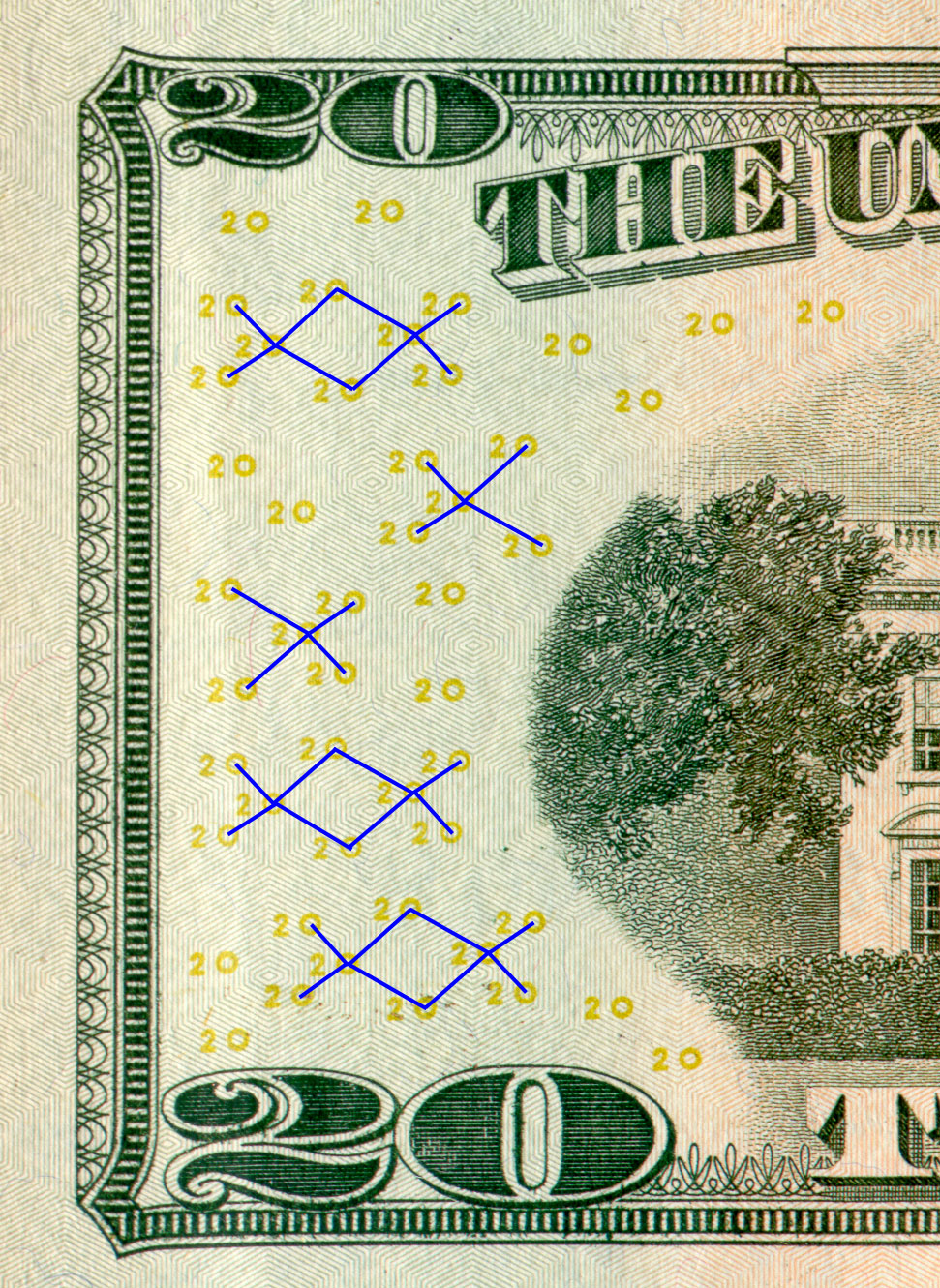
20美元纸币上的“欧姆龙环”，其图案已被用圆珠笔线条串联标记出来，识别点均为20图案上的“0”

“EURion constellation”这一名称由德國電腦科學家马库斯·库恩（Markus Kuhn）提出，他在2002年尝试用施乐（Xerox）彩色复印机复制纸钞时遭到拒绝。这个词语是一个混成词，由欧元的货币代码EUR以及猎户座（Orion）一词的后半部分组成，表明这一防伪图案与猎户座有着相似的形状。中文中也称之为“圆圈星座防伪技术”。
圆圈星座防伪技术最初被库恩描述为以五个黄色、绿色或者橘色小圆圈构成的一组图形模式，它在钞票的一定区域内以不同的角度重复出现。只要有极少量的这五个一组小圆圈在纸上存在，就足以使一些彩色复印机拒绝执行复印操作。安德鲁·斯蒂尔随后指出，通过求相邻圆圈之间距离的简单整数平方之比，使得图像处理软件得以检测出这一模式。
圆圈星座防伪技术在欧洲最初引起关注的是10欧元纸币。
一些银行将圆圈星座与钞票本身的设计很好地进行了结合。在德国1990年版50马克纸币上，圆圈星座防伪技术的圆圈与底纹的同心圆组成了精美的图案。在英格兰银行印有埃尔加头像的旧版20磅纸钞正面，它们又变成了五线谱上跳动的音符，而到了2007年版以史密斯为头像的20磅纸币上，它则围绕着“￡20”的文字作为装饰。在一些美元纸币上，它们作为面值中的数字“0”出现。
圆圈星座防伪技术的具体技术细节仍是保密的。专利申请表明该图形模式及其检测算法由日本自动化控制及电子设备制造商欧姆龙公司设计。这一图形识别模式的官方名称也不得而知。2005年8月，印度储备银行提出了欧姆龙防复印特征（Omron anti-photocopying feature）这一名称。在2007年，这一名称在世界纸币协会的获奖公告中被使用。

## 使用情况
圆圈星座防伪技术已经被确认应用于下列国家和地区的纸币之中：
| 货币               | 使用圆圈星座防伪技术的纸币                                                                  | 未使用圆圈星座防伪技术的纸币                                                     |
| ------------------ | ------------------------------------------------------------------------------------------- | -------------------------------------------------------------------------------- |
| 亚美尼亚德拉姆     | 1000德拉姆 （2001年版）、5000德拉姆（2003年版）、10000德拉姆 （2003年版）                   | 20000德拉姆与纪念版的 50000德拉姆                                                |
| 阿鲁巴弗罗林       | 全部（2003年版）                                                                            |                                                                                  |
| 奥地利先令         | 500、1000先令（1997年版）                                                                   | 20、50、100与5000先令                                                            |
| 澳大利亚元         | $5（2001年纪念版）                                                                          | 一般纸币                                                                         |
| 比利时法郎         | 500法郎（1998年版）、1000法郎（1997年版）、10000法郎（1997年版）                            | 100、200与2000法郎                                                               |
| 英镑               | 英格兰银行 £5 （2002年版）、£10 （2000年版）、£20 （1999与2007年版）                        | £50 （未升级）                                                                   |
| 保加利亚列弗       | 全部 （1999年版）                                                                           |                                                                                  |
| 加拿大元           | 全部 （2001年版）                                                                           |                                                                                  |
| 非洲金融共同体法郎 | 全部（西非和中非，2003年版）                                                                |                                                                                  |
| 人民币             | 第五套人民币各面额(1999年版¥1（2004年发行）、2005、2015、2019、2020年版)                    | 1980年版1角、5角、1999年版¥5及以上各面额、全部4套纪念钞                          |
| 科摩罗法郎         | 500（2006年版）、1000与2000法郎（2005年版）                                                 | 2500、5000与10000法郎                                                            |
| 克罗地亚库纳       | 5、10、20库纳（2001年版）、50、100与200库纳（2002年版）                                     | 500、1000库纳                                                                    |
| 捷克克朗           | 2000 （2007年版）、1000 （2008年版）                                                        | 50、100、500、1000、5000                                                         |
| 丹麦克朗           | 全部（1997、2002与2009年版）                                                                |                                                                                  |
| 吉布提法郎         | 1000法郎（2005年版）                                                                        | 2000、5000与10000法郎                                                            |
| 荷兰盾             | 10盾（1997年版）                                                                            | 25、50、100，、250、1000盾                                                       |
| 埃及镑             | 5镑（2002年版）、10镑（2003年版）、20镑 （2001年版）、50镑 （2001年版）、100镑 （2000年版） | 25 皮阿斯特、50皮阿斯特、1镑                                                     |
| 欧元               | 全部（2002年版）                                                                            |                                                                                  |
| 法罗群岛克朗       | 全部（2001年版）                                                                            |                                                                                  |
| 法国法郎           | 100法郎（1997年版）                                                                         | 50、200与500法郎                                                                 |
| 德国马克           | 50、100、200马克（1996-2002年版）                                                           | 5、10、20、500、1000马克                                                         |
| 匈牙利福林         | 全部（2009年版） ，除200福林纸币（纸币被硬币替代）                                          | 200福林                                                                          |
| 印度卢比           | 50 （2006年版）、100 （2005年版）、500 （2000年版）卢比（两个版本）、1000卢比（2000年版）   | 5、10、20、50卢比（Before 2006）、第一版100（1996年版）与500（1997年版）卢比     |
| 日元               | 纪念版的￥2000 （2000年D版）、E版系列（2004年版）                                           |                                                                                  |
| 马达加斯加阿里亚里 | 100、200、500、1000阿里亚里（2004年版）                                                     | 2000、5000、10000阿里亚里                                                        |
| 墨西哥比索         | $1000 （2004-2008年版）、$50 （2006年版）、$20 （2007年版）、$200 （2008年版）              | $20 （2002-2007年版）、$50 （1996-2006年版）、$100、$200 （1996-2008年版）、$500 |
| 摩洛哥迪拉姆       | 全部（2002年版）                                                                            |                                                                                  |
| 荷属安的列斯盾     | 10、25、50、100盾（1998年版）                                                               | 250盾（1986年版）                                                                |
| 挪威克朗           | 全部（1999年版）                                                                            |                                                                                  |
| 罗马尼亚列伊       | 全部（2005年版）                                                                            |                                                                                  |
| 新加坡元           | 全部（1999年版）                                                                            |                                                                                  |
| 南非兰特           | 全部（2005年版）                                                                            |                                                                                  |
| 韩圆               | 全部（2006、2007年版）                                                                      |                                                                                  |
| 斯洛伐克克朗       | 200、500、1000克朗                                                                          | 100、50、20克朗                                                                  |
| 瑞典克朗           | 50克朗（2006年版）、100克朗（2001年版）、500克朗（2001年版）、1000克朗（2006年版）          | 20克朗                                                                           |
| 泰铢               | 100、1000铢                                                                                 | 20、50、500铢                                                                    |
| 突尼斯第纳尔       | 10第纳尔（2005年版）                                                                        | 5、20与纪念版的30第纳尔                                                          |
| 土耳其里拉         | 20000000里拉（2001年版）、2005年和2009年系列                                                |                                                                                  |
| 美元               | $5 （2006年版）、$10 （2004年A版）、$20 （2004年版），$50 （2004年版）                      | $1、$2、$100(2009年新版纸币有设计，2013年10月8日起流通)                          |

## 其他钞票检测机制

### 伪造防止系统（CDS）
在较新版本的例如Adobe Photoshop、Corel PaintShop Pro等图像编辑软件中，软件会拒绝打印钞票 。根据Wired.com，伪造防止系统 （Counterfeit Deterrence System，缩写CDS）是由中央银行伪造防止组设计，并作为二进制模块提供给诸如Adobe等公司，这使钞票检测代码包含在这些程序中。史蒂芬J.默多克等人的实验表明，这一钞票检测代码并不依赖于圆圈星座防伪模式。它是采用由Digimarc公司开发的嵌入式数字水印。